# Hambo

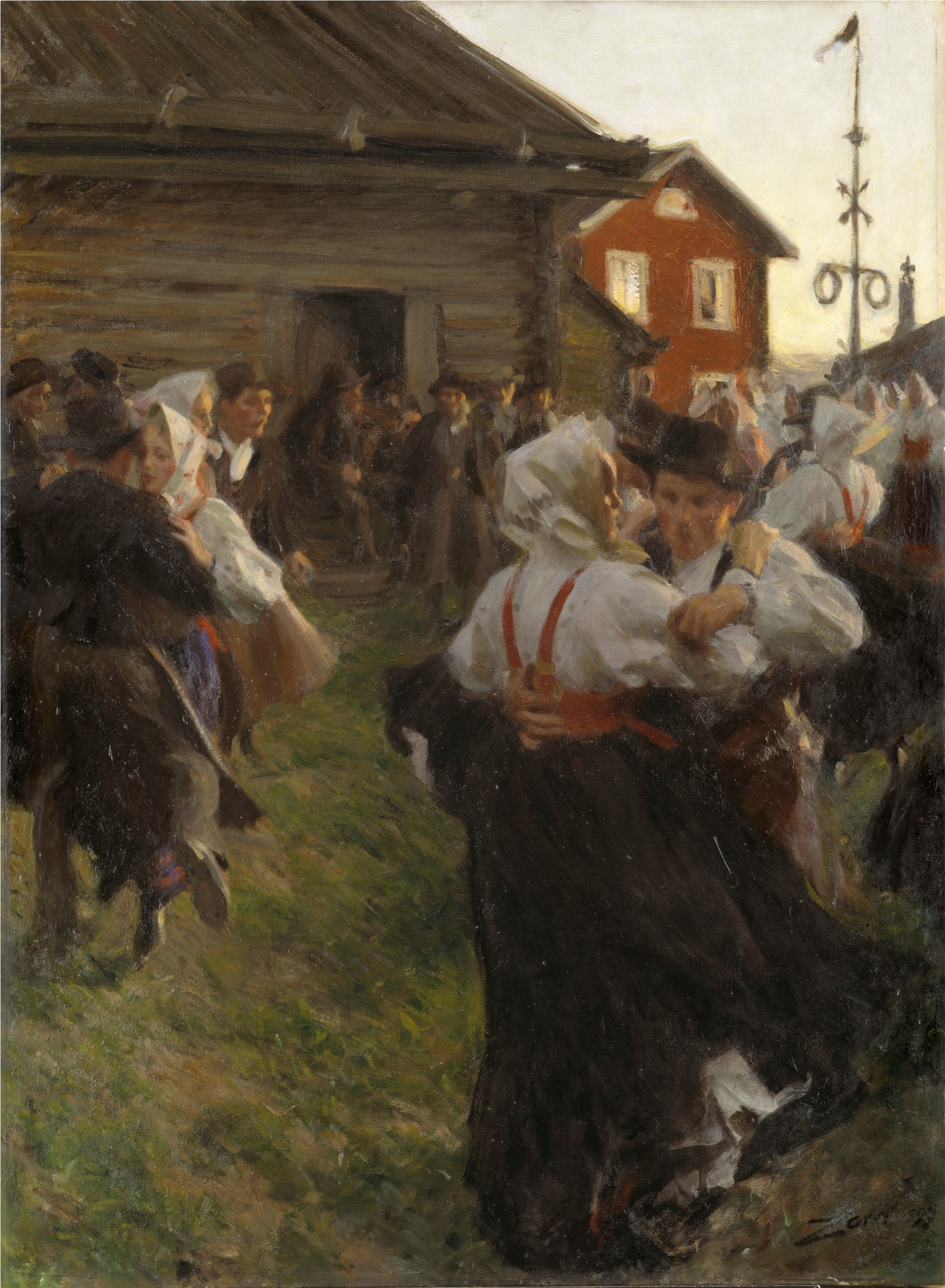
Hambon utvecklades i Sverige åren kring 1900 ur polska och mazurka. Kanske utförs någon av de danserna på den här målningen av Anders Zorn från 1897.

Hambo, som dansas till musik i ¾ takt, tillhör de svenska gammaldanserna. Det finns många olika hambodanser från stora delar av landet och de är en familj inom dansformen polska. Hambon har tydlig betoning på den första taktdelen. Tempot varierar mycket mellan olika hambodanser, från snabbt i stöthambo till långsamt i djup nighambo. Musiken är indelad i repriser (grupper) om åtta takter. De dansande börjar normalt dansa i första takten av en repris. När hambo dansas som vanlig gammaldans upprepar man de fyra motiven dalsteg (två takter), tre steg eller ett tresteg framåt (en takt), omdansning (fyra varv på fyra takter) samt utgång med tre steg framåt (en takt). I folkliga varianter kan det skilja sig mycket, t.ex. genom att även sista takten dansas ut (t.ex. i Hambopolska från Södra Dalarna) och/eller genom att man inte dansar dalsteg utan t.ex. tre steg från och emot varandra eller försteg (t.ex. i Erikssons Hambo från Oviken) eller att bara dalsteg och två varv omdans görs så det blir två hamboomgångar på en repris (t.ex. i Hambo från Bullaren).  
Hälsingehambon är ett årligt världsmästerskap i hambo där dansen sker i relativt lågt tempo och med djup nigning.  
Vid uppdans för Polskmärke väljer den som dansar upp några (tre eller sex beroende på märkesvalör) bland närmare hundratalet olika polskor. Bland valbara polskor ingår följande hambovarianter: Hambopolska från Södra Dalarna, Erikssons hambo från Oviken, Svedåkers hambo från Oviken och Hambo från Lillhärdal.

## Historia
Hambon skapades 1883 då dansläraren Elias Lindell försökte introducera hambopolska i danskretsarna i Stockholm. Där var polka-mazurkan redan mycket populär vilket påverkade sättet att dansa hambopolskan så mycket att en hel ny dans formades. Under 1890-talet slog den igenom på danssalongerna i Stockholm, och trängde helt undan polka-mazurkan. Omkring 1893 tillfogades en andra tur till dansen. Namnet hambo förekommer första gången 1893. Från 1890-talet komponerades särskilda hambomelodier.
Hambon spriddes som modedans över hela landet under 1910-talet. Men vid den tiden började det komma nya modedanser från USA som då konkurrerade med hambon som modedans. Därför blev mängden komponerade hambomelodier relativt liten om man jämför med föregångaren hambopolskan/hamburskan. På grund av olika rytmisering passar vanligen inte hambopolskemelodier så bra till hambo, istället används ofta bodapolskor som lättare kan anpassas till hambons rytmik.

## Namnet
Hambon är uppkallad efter sin föregångare hambopolskan och delar förstås sin etymologi med den. Se etymologin där.

## Dansen
Kavaljer och dam dansar ofta nästan samma steg under omdansningen, men med en taktdels förskjutning, och med den skillnaden att kavaljerens vänstersteg är längre.
| Takt | taktdel | steg                                                                            | steg                                                                            | fattning                                                                        |
| ---- | ------- | ------------------------------------------------------------------------------- | ------------------------------------------------------------------------------- | ------------------------------------------------------------------------------- |
|      |         | kavaljer                                                                        | dam                                                                             |                                                                                 |
| 1    | 1-3     | vänster dalsteg (höger ben pendlas snett framför det vänstra)                   | höger dalsteg (vänster ben pendlas snett framför det högra)                     | enkel handfattning                                                              |
| 2    | 1-3     | höger dalsteg                                                                   | vänster dalsteg                                                                 | enkel handfattning                                                              |
| 3    | 1       | vänster steg                                                                    | höger steg                                                                      | enkel handfattning                                                              |
| 3    | 2       | höger steg                                                                      | vänster steg                                                                    | enkel handfattning                                                              |
| 3    | 3       | vänster steg                                                                    | höger steg                                                                      | enkel handfattning                                                              |
| 4    | 1       | ett kort steg med högerfoten starkt vinklad medsols vänder sig mot damen        | höger tå vid vänster häl, lätt nigning                                          | enkel handfattning                                                              |
| 4    |         | fattar damen under vridning medsols                                             | fattar kavaljeren med lätt vridning (motsols) mot denne                         | hambofattning                                                                   |
| 4    | 2       | vänsterfoten sätts i under fortsatt vridning medsols                            | ett kort steg med högerfoten, vridning medsols                                  | hambofattning                                                                   |
| 4    | 3       | höger tå vid vänster häl                                                        | ett kort steg med vänsterfoten, höger fot pendlar bakåt ev. med litet hopp      | hambofattning                                                                   |
|      |         | ett varv medsols fullbordat                                                     |                                                                                 | hambofattning                                                                   |
| 5-7  |         | omdansningen upprepas tre varv/takter till med samma hambosteg som i takt 4     | omdansningen upprepas tre varv/takter till med samma hambosteg som i takt 4     | hambofattning                                                                   |
| 8    | 1-3     | paret återvänder med tre steg till utgångspositionen och tar enkel handfattning | paret återvänder med tre steg till utgångspositionen och tar enkel handfattning | paret återvänder med tre steg till utgångspositionen och tar enkel handfattning |

### Varianter
Hambon skilde sig enligt Nordisk Familjebok från andra polskor genom att kavaljeren synes lyfta damen på tredje taktslaget under omsvängningen, vilket också kan kallas för nighambo och karaktäriseras av en böljande rörelse upp och ner där damen i hambostegets första taktslag niger lätt. Men varianter utan damens nigning och hopp (eller lyft) är regeln i stora delar av Sverige.
Hambopolska är en variant, eller snarare föregångare, som främst förekommer i Mälardalen. Den kallas även tvåstegshambo och kännetecknas av att den dansas snabbt och jämnt.
Dessutom finns norsk polka (se film) som är inspirerad av hambo och dansas till polkamusik i tvåtakt.

## Källhänvisningar
1. ↑  "hambo". NE.se. Läst 18 september 2014.
2. ↑  ”Stegbeskrivningar” (pdf). Lars-Åke Larsson. http://www.acla.se/kultisdans/steg-fattninngsbeskrivningar.pdf. Läst 3 februari 2025.
3. ↑  Dans i lustgården - Folklig dans under fyra århundraden, Henry Sjöberg s. 110–112.
4. ↑  Polska i Nordisk familjebok (andra upplagan, 1915)